# Poikkurinsaari
Poikkurinsaari is een eiland in de Zweedse Kalixälven. Het eiland heeft geen oeververbinding. Het meet ongeveer 200 x 200 meter.